# SBO Wending
De Bloeiwijzer is een openbare school voor speciaal basisonderwijs in Amstelveen voor kinderen met leer-, gedrags- en/of ontwikkelingsproblemen.
Op De Bloeiwijzer zijn twee autisme-specialisten werkzaam, naast een gedragsspecialist, een lees- en dyslexiespecialist en een gz-psycholoog. Er is de mogelijkheid de logopediste te bezoeken in de school. De school bestond in 2011 uit 8 verschillende groepen verdeeld over een onderbouwgroep, drie middenbouwgroepen, twee bovenbouwgroepen en twee eindgroepen. De school telt 115 leerlingen.
De school is aangesloten bij AmstelWijs, de stichting voor openbaar primair onderwijs in Amstelveen en Ouderkerk aan de Amstel. De Bloeiwijzer heeft een regionale functie: behalve leerlingen uit Amstelveen komen er ook uit omliggende gemeenten, waaronder Amsterdam, Uithoorn en Aalsmeer, kinderen naar deze school.

## Geschiedenis
De Bloeiwijzer is ontstaan uit de fusie tussen SBO De Schakel en SBO Wending. SBO Wending is opgericht in 1966 en is gestart als LOM-school, een school voor kinderen met Leer- en/of Opvoedings Moeilijkheden. De school heeft zich tot de invoering van WSNS (weer samen naar school) in 1991-1992 ook specifiek gericht op deze doelgroep. Het onderwijs aan MLK leerlingen (Moeilijk Lerende Kinderen) werd in Amstelveen verzorgd door De Schakel. Na de invoering van WSNS zijn de LOM- en MLK-scholen omgevormd naar scholen voor Speciaal Basis Onderwijs (SBO).
Er bestond ook nog een tweede LOM-school in Amstelveen: “De Ruimte” deze school is rond de eeuwwisseling opgegaan in De Schakel en Wending.
Door de jaren heen heeft Wending op verschillende locaties in Amstelveen gezeten. De laatste verhuizing naar het huidige gebouw vond plaats in 2009 en de school is nu gevestigd in het gebouw van “De Westwijzer” in Bovenkerk. 